# Set meravelles naturals del món
Les set meravelles naturals del món és la selecció resultant d'un concurs internacional inspirat en la llista de les set noves meravelles del món modern. La iniciativa va partir del suís Bernard Weber, fundador de l'empresa New Open World Corporation (NOWC), organitzadora de l'esdeveniment inicial.
El projecte, en la fase inicial es van llistar un total de 454 preseleccionades; després es va realitzar una segona fase en la qual 261 candidates van passar la ronda; després d'una tercera fase en van 77. La quarta fase va ser duta a terme per un panell d'experts, que va triar les 28 finalistes que van participar en la cinquena i última etapa del concurs.
Aquestes 28 finalistes es van sotmetre a una votació oberta a través del lloc web new7wonders.com, on s'estipulaven els termes i condicions del concurs i es mostrava l'evolució de la consulta. Finalment, l'11 de novembre de 2011 es van donar a conèixer el resultats. En primera instància, es va conèixer la meitat menys votada i, hores després, es va fer pública la llista definitiva de les «set meravelles naturals del món»: el Parc Nacional del riu subterrani de Puerto Princesa, Table Mountain, les cascades de l'Iguaçú, la Selva amazònica, la badia de Hạ Long, l'illa de Jeju i el Parc Nacional de Komodo.

## Les set meravelles naturals
| Nom de la meravella                                 | Continent o subcontinent | País o països on se situa                                                                      | Altres llistats internacionals que també la inclouen (tota o en part) | Imatge |
| --------------------------------------------------- | ------------------------ | ---------------------------------------------------------------------------------------------- | --------------------------------------------------------------------- | ------ |
| Parc Nacional del riu subterrani de Puerto Princesa | Àsia                     | Filipines                                                                                      | Patrimoni de la Humanitat                                             |        |
| Table Mountain                                      | Àfrica                   | Sud-àfrica                                                                                     | Patrimoni de la Humanitat                                             |        |
| Cascades de l'Iguaçú                                | Amèrica del Sud          | Argentina · Brasil                                                                             | Patrimoni de la Humanitat                                             |        |
| Amazònia                                            | Amèrica del Sud          | Bolívia · Brasil · Colòmbia · Equador · Guaiana Francesa · Guyana · Perú · Surinam · Veneçuela | Patrimoni de la Humanitat                                             |        |
| Badia de Hạ Long                                    | Àsia                     | Vietnam                                                                                        | Patrimoni de la Humanitat                                             |        |
| Illa de Jeju                                        | Àsia                     | Corea del Sud                                                                                  | Patrimoni de la Humanitat                                             |        |
| Parc Nacional de Komodo                             | Àsia                     | Indonèsia                                                                                      | Patrimoni de la Humanitat                                             |        |

### Les altres 21 finalistes
| Nom de la meravella              | Continent o subcontinent | País o països on se situa     | Llistats internacionals que la inclouen (tota o en part) | Imatge |
| -------------------------------- | ------------------------ | ----------------------------- | -------------------------------------------------------- | ------ |
| Salto Angel                      | Amèrica del Sud          | Veneçuela                     | Patrimoni de la Humanitat                                |        |
| Kilimanjaro                      | Àfrica                   | Tanzània                      | Patrimoni de la Humanitat                                |        |
| Badia de Fundy                   | Amèrica del Nord         | Canadà                        | -                                                        |        |
| Gran Canyó                       | Amèrica del Nord         | Estats Units                  | Patrimoni de la Humanitat                                |        |
| Bosc Nacional El Yunque          | Amèrica Central          | Puerto Rico                   | -                                                        |        |
| Illes Galápagos                  | Amèrica del Sud          | Equador                       | Patrimoni de la Humanitat                                |        |
| Volcans de fang de l'Azerbaidjan | Àsia                     | Azerbaidjan                   | -                                                        |        |
| Mar Morta                        | Àsia                     | Jordània · Israel · Palestina | -                                                        |        |
| Illes de Bu Tinah                | Àsia                     | Emirats Àrabs Units           | -                                                        |        |
| Yushan                           | Àsia                     | Taiwan                        | -                                                        |        |
| Sundarbans                       | Àsia                     | Bangladesh · Índia            | Patrimoni de la Humanitat                                |        |
| Gruta de Jeita                   | Àsia                     | Líban                         | -                                                        |        |
| Illes Maldives                   | Àsia                     | Maldives                      | -                                                        |        |
| Selva Negra                      | Europa                   | Alemanya                      | -                                                        |        |
| Llacs de Masúria                 | Europa                   | Polònia                       | -                                                        |        |
| Mont Cerví                       | Europa                   | Itàlia · Suïssa               | -                                                        |        |
| Vesuvi                           | Europa                   | Itàlia                        | -                                                        |        |
| Penya-segats de Moher            | Europa                   | Irlanda                       | -                                                        |        |
| Gran Barrera de Corall           | Oceania                  | Austràlia · Papua Nova Guinea | Patrimoni de la Humanitat                                |        |
| Ulurú                            | Oceania                  | Austràlia                     | Patrimoni de la Humanitat                                |        |
| Fiord Milford Sound              | Oceania                  | Nova Zelanda                  | Patrimoni de la Humanitat                                |        |